# Эберштейн, Эрнст Альбрехт фон
Барон Эрнст Альбрехт фон Эберштейн (англ. Ernst Albrecht von Eberstein; 6 июня 1605, Гехофен близ Артерна — 9 июня 1676, Нёйхауз близ Зангерхаузена) — немецкий военачальник времён Тридцатилетней войны, член Плодоносного общества. Кавалер высшего датского ордена Слона.

## Биография
Э. А. фон Эберштейн происходил из франконского баронского рода. С 11-летнего возраста он воспитывается дядей по матери, бывшего генерал-лейтенантом голландской армии, и живёт в Нидерландах. В свите дяди фон Эберштейн предпринимает длительные путешествия. В ноябре 1620 года он становится свидетелем битвы при Белой горе. Затем он паж при графах фон Мансфельд и Штольберг.
С 1623 года фон Эберштейн уже непосредственно участвует в собитиях Тридцатилетней войны. Вначале он служит в армии у Тилли, а с 1625 года — в шведских войсках.
С 1630 года фон Эберштейн — камергер у герцога Саксен-Веймара, Вильгельма.
В 1632 году он — майор в армии ландграфа Гессен-Касселя Вильгельма V и сражается против имперских и испанских войск.
С 1637 года фон Эберштейн вновь на шведской службе, у фельдмаршала Юхана Банера.
В 1643 году он переходит на службу к герцогу Гессен-Дармштадтскому и становится комендантом крепости Гиссен. В 1646 году становится генерал-лейтенантом и воюет против шведских и гессен-кассельских отрядов. В 1648 году фон Эберштейну присваивается звание фельдмаршал-лейтенанта императорской армии.
После заключения Вестфальского мира 1648 года фон Эберштейн уезжает в свои поместья в Тюрингии.
В 1657 году перешёл на службу к датскому королю, где он, как королевский фельдмаршал, воюет против шведских войск. Совместно со своим соперником на датской службе, также датским фельдмаршалом немецкого происхождения Гансом фон Шак, фон Эберштейн в ноябре 1659 года сумел разгромить шведскую армию в битве при Нюборге.
Позднее находился в звании фельдмаршала на саксонской службе, был членом саксонского Тайного и Военного советов. С 1665 года живёт на покое в своих владениях в Тюрингии.